# Platambus insolitus
Platambus insolitus är en skalbaggsart som först beskrevs av Sharp 1884.  Platambus insolitus ingår i släktet Platambus och familjen dykare. Inga underarter finns listade i Catalogue of Life.